# ولسوالی نجراب
ولسوالی نجراب یکی از ولسوالی‌های کوهستانی مربوط به ولایت کاپیسا با جمعیت ۱۳۶٬۰۷۹ نفر در سال ۲۰۲۴ میلادی می باشد. این ولسوالی در ۱۲۰ کیلومتری شمال شرق ولایت کابل قرار دارند. میانگین ارتفاع از سطح دریا در حدود ۱٬۴۰۰ متر می‌باشد.
در ولسوالی نجراب قوم عرب هم زندگی می‌کند که به نام قوم سلطان شاه خیل یاد می‌شود و در پنج قریه در دو دره این ولسوالی زندگی می‌کنند، این قوم در قریه‌های سلطان شاه خیل، غمدره، آهنگران و آب چشمه در دره پته و در قریه ده قاضی دره غوث بود و باش دارند، و به زبان فارسی دری صحبت می‌کنند.

## روستاها
این ولسوالی بزرگ متشکل از ۵ درهٔ اصلی و دو درهٔ فرعی می‌باشد؛ که عبارتند از.
1. درهٔ غوث
2. درهٔ کلان
3. درهٔ پته
4. درهٔ فرخشاه
5. خارج دره

دو درهٔ فرعی آن عبارتند از: درهٔ پچغان که بزرگ‌ترین درهٔ ولسوالی نجراب می‌باشد که حرارت آن در زمستان و تابستان متوسط می‌باشد و درهٔ گیاوه که درهٔ متوسط می‌باشد. در دره‌جات کلان پوته فرخ‌شاه و گیاوه در تابستان حرارت زیاد دارد. در این فصل خزندگان حشرات و مار درین دره‌ها زیاد پیدا می‌شوند. باشندگان‌شان این دره‌ها اکثراً از قوم تاجیک می‌باشد؛ و قومیت‌های دیگر از قبل پشتون، نیز زندگی می‌نمایند. این ولسوالی خیلی سبز بوده است. محصولات زراعتی این ولسوالی گندم، چهارمغز، توت، لوبیا و جلغوزهٔ سیاه می‌باشد. در این دره تعداد افراد باسواد نسبت به سایر مناطق زیاد است. نجراب دارای ۴۴ باب مکتب، یک باب کلینیک صحی و یک دستگاه رادیو می‌باشند.

### خارج‌درهٔ نجراب
ولایت کاپیسا افغانستان از جمله ۳۴ واحد اداری افغانستان بوده که دارای هفت واحد اداری هریک نجراب، تگاب، اله‌سای، حصهٔ اول کوهستان، حصهٔ دوم کوهستان، کوهبند و محمود راقی است که اخیر مرکز ولایت می‌باشد.
نجراب یک منطقهٔ زراعتی و کوهستانی بوده که دارای چندین دره است که عبارتند از: درهٔ پته، درهٔ غوث، درهٔ کلان، درهٔ حضرت فرخ‌شاه، درهٔ پچغان، افغانیه و خارج‌دره است که یک منطقهٔ دیگر آن به نام درهٔ گیاوه است که در تشکیلات در جمع خارج‌دره حساب می‌گردد، می‌باشد.

### محصولات مهم کشاورزی
گندم، جواری، لوبیا، شرشم و محصولات حیوانی مانند شیر، قیماق، پنیر و قروت بوده و موجودیت بازار شیروانی زمینهٔ بسیار خوبی را برای مردم خارج دره برای تجارت فراهم کرده که یک تعداد زیاد مردم خارج‌دره مشغول تجارت هستند. یک درصدی زیاد مردم خارج‌دره که دارای تحصیلات عالی هستند فعلاً در خارج از نجراب درکابل و سایر شهرهای مهم افغانستان وهم در خارج از کشور زندگی می‌کنند.

## دره پته
دره پته یکی از پرنفوس‌ترین دره‌هااست و ازدرهای اصلی ولسوالی نجراب ولایت کاپیسا است که مساحت طولی ان در حدود دوازده کیلومتر بوده ودارای طبعیت بسیار زیبا ومردم شجاع، زیبا، بادانش و مهمان نواز می‌باشد. طرف جنوب این دره دره پچغان، طرف شرق ان یک سلسله کوه‌های وجود دارد که مرز میان کاپیسا ولایت لغمان را می‌سازد، بطرف شمال ان دره غوث و بطرف شمال شرق ان کوه ه… ای بلندی است که با کوهای بلند نورستان. لغمان. پرنګال ولایت لغمان. ولایت نورستان و ولایت پنجشیر را می‌سازد؛ که در طول شش ماه پوشیده از برف است
تمام مردم این دره زیبا تاجیک بوده و به زبان شیرین فارسی دری صحبت می‌کنند و این مردم که هنوز هم در این دره زیبا زندگی می‌کنند مشغول کشاورزی و دامداری می‌باشند و قروت و پنیر دره پته بسیار مشهور است و بنابر وضعیت خوب امنیتی این دره محل بسیار خوبی برای کسانی است که در گرمی‌های تابستان از کابل به اینجا می‌آیند. این دره داری اب و هوای صاف بوده ودره بسیار سرسبز است که از چهار طرف توسط کوه‌های بلند احاطه گردیده‌است ودارای چشمه‌ها و آبشارهای فراوان طبعیی می‌باشد. تعدادی از باشندگان این دره مانند سایر منطقه‌های نجراب درکابل وسایر شهرهای مهم کشور وهم در خارج از کشور زندگی می‌کنند.

## مردم
بیشتر مردم این شهرستان تاجیک بوده و به زبان فارسی دری صحبت می‌کنند. همچنین اقلیتی از قوم پشه‌ای ها به زبان پشه‌ای سخن می‌گویند

## دره کلان نجراب
دره نیزابی‌ها در دره کلان نجراب دارای حدود چهارگانه زیر می‌باشد: طرف شمال دره کلان کوتلی به نام کوتل شمیانه که یکی از شاخه‌های جنوبی کوه‌های هندوکش می‌باشد که به دره عبدالله خیل پنجشیر منتهی می‌گردد. طرف شرق دره کلان، دره غوث نجراب، طرف غرب ان دره حضرت فرخشاه (رح) و به طرف جنوب ان خارج دره نجراب قرار دارد.
دره کلان داری یک دریا بوده که از کوتل شمیانه سرچشمه گرفته و در قسمت خارج دره با دریای دره غوث یکجا می‌گردد. این دریا دره کلان را به دوقسمت شرقی و غربی تقسیم می‌کند. دره کلان دارای چهار قوم بوده که همه مربوط به ملیت تاجیک می‌باشند و عبارتند از عیارخیل، ابراهیم خیل، روضا خیل و سیغری می‌باشند که همه به زبان دری صحبت می‌کنند و مسلمانان حنفی مذهب هستند.
این دره بخاطری به این نام مسمی گردیده‌است که سه برادر درسه دره، دره غوث، دره فرخشاه ودره کلان مسکن گزیدند و قبلاً این مناطق پوشیده از درخت و جنگلات بود و بعداً نام هر دره به نام هر برادر مسمی گردید.
دره کلان دارای قریه‌های ذیل می‌باشد: تواچیان سلفی، تواچیان علیا، ده مالو، ده ناصر، قلعه آغاشیر، قلعه ریگک، تیکندی، قلعچه، خاکسار، توقلعه، قلعه عصمت الله، بلوشگ، دوپه، لعل بیک خیل، کیار، چاشتکوهی، زرگران، پسکندی، قریه سفلی، قریه علیا، ده امیری، ظلم خیل، ملک شیر، ابی خیل سفلی، درازی، اهنگران، لنگر، جانی خیل، سلوطان، سرکندیک، ارچه اک، صدرخان، میره زار، کولالا، کیلی، زاغین، اولاد گلاب خان، یارو خیل، صومانه، کندی، چاها، نصر، سیغری، جمعه خیل سفلی، جمعه خیل علیا، ارباب خیل، ابی خیل علیا، عیارخیل، همبه اوک، سرغوین، وکاو جمعین می‌باشد.
محصولات مهم این دره عبارت از لوبیا، چهارمغز، جلغوزه، وتوت بوده وهم اکثر این مردم به مالداری و زراعت مشغول هستند. اکثریت مردم این دره علم دوست بوده و حافظ عبدالمجید اصلاً از این دره بوده که به نام پدر معارف نجراب مشهور است. دره کلان دارای هفت مکتب بوده که عبارتند از: لیسه نسوان بدخشی، لیسه نسوان روضا خیل، لیسه نسوان دره کلان، متوسطه دولت محمد شهید و متوسطه عبدالحنان شهید، ابتداییه نسوان میرزا نور احمد و ابتداییه نسوان عیارخیل می‌باشد.
دره کلان فعلاً دارای یک سرک قیر است که توسط تیم بازسازی ولایتی (پی ارتی) ایالات متحده آمریکا ساخته شده که از قسمت ده قاضی از سرک دره غوث جدا شده و تا قریه عیارخیل ادامه دارد و رفت آمد باشندگان این منطقه را بسیار سهولت بخشیده‌است.

## دره فرخشاه نجراب
دره فرخشاه مشهور به دره حضرت فرخشاه بوده که شامل ۵ دره نجراب می‌شود که اصلأ به نام شاه فرخشاه می‌باشد که سکه هم به نام خود دارد.

## دره پچغان نجراب
پچغان منطقه از نجراب هستند که اکثریت مردم آن‌ها را پراچی زبان‌ها تشکیل می‌دهند. به طرف شمال این منطقه دره پته و خارج دره نجراب موقعیت دارد و به طرف جنوب شرق ان ولسوالی اله سای ولایت کاپیسا و بطرف جنوب غرب آن ولسوالی تگاب ولایت کاپیسا قرار دارد. به طرف شرق ان منطقه فراشغان ولایت لغمان و هم قسمتی از شرق ان با ولایت پنجشیر هم سرحد است. در غرب پچغان تپه احمد بیگ که شروع ولسوالی نجراب است قرار دارد.
قریه‌های پچغان عبارتند از مغدود خیل، کورمه یی، اسپه خیل، عبدالخلیل، فیروزه یی، حیدرخیل، دکری، غین، بچی خیل، دولت خان‌خیل، حسین خانخیل، پشه یی، لوکا خیل، دوقومی، ابراهیم خیل، ذکریا خیل و خواجه غار می‌باشد.
مکاتب این منطقه عبارتند از: لیسه قاضی عبدالجمیل شهید، متوسطه عبدالرشید شهید، نسوان افغانیه، لیسه ابوذر غفاری، لیسه نیک محمد، لیسه نسوان خواجه روشنایی، متوسطه عبدالسلام شهید، نسوان غین، لیسه محمد ایوب شهید، نسوان حسین خان‌خیل، متوسطه محمد اسمعیل و متوسطه ذکریا خیل می‌باشد.
در این منطقه دو کلینیک صحی وجود دارد که عبارتند از کلینیک پچغان و کلینیک ده بستر پچغان می‌باشد که اولی ان در قریه پشه یی و دومی ان در قریه دکری موقعیت دارند.
مردم این منطقه همه مسلمان و حنفی مذهب هستند و محصولات این منطقه عبارت از گندم، جواری، لوبیا، کچالو، پیاز، چهارمغز، جلغوزه، و و قسما انگور می‌باشد. اکثر مردم این منطقه دامپرور
وضعیت امنیتی این منطقه بنابر هم‌مرز بودن آن‌ها با مناطق ناآرام مانند تگاب واله سای و فرجغان ناآرام می‌باشد و گاه گاهی شاهد زد و خوردهای شدید میان طرفداران طالبان و قوم پچغانی و نیروی‌های بین‌المللی و دولت افغانستان می‌باشد و طالبان قوم پچغانی‌ها را دشمن اصلی و مانع پیشروی خود در منطقه می‌دانند به همین خاطر بین دوطرف جنگ شدید روخ می‌دهد این منطقه بنابر خرابی اوضاع امنیتی از زمره مناطق بسیار عقب مانده نجراب می‌باشند

## وضعیت معارف در نجراب
بر همگان روشن است که موقعیت جغرافیایی نجراب قسمی است که از سرک‌های ترانزیتی، بنادر و سرحدات بدور افتاده‌است لذا مردم این وادی به جز اینکه به زراعت و مالداری روی بیاورند کدام راه دیگر ندارند ولی نجراب بنابر کوهستانی بودنش دارای زمین کم زراعتی است و حاصلات زراعت یک فامیل نجرابی به اندازه یی نیست که ایشان را در طول… سال کافی باشد بنا مردم نجراب برای رسیدن به تعالی و ترقی، به جز از راه علم و معرفت کدام راه دیگری ندارند. به همین دلیل است که مردم شجاع نجراب در طول سال‌های متمادی توجه خاصی به علم و معارف از خود نشان داده‌اند.
اگر به نقشه نجراب دقیق نظر انداخته شود نجراب شکل کف دست با پنج انگشت را دارد که هر انگشت ان نماینده گی از یک دره می‌کند که از دره پهلو توسط کوه‌های سربه فلک کشیده وپر از جنگل جدا شده‌اند که قله‌های این کوه‌ها در طول سال‌ها همیشه پر برف بوده و این کوه‌ها نه تنها نجراب را به دره‌های متعدد تقسیم کرده بلکه نجراب را از سایر مناطق ولایت کاپیسا نیز جدا ساخته‌است.
قسمی که گفته شد مردم نجراب بسیار دانش پرور هستند و درصدی باسوادان این ولسوالی که شامل پزشک‌ها، مهندسین، صاحب منصبان هوایی و زمینی، علمای دین، معلمین و دانشجویان و مأمورین دولتی می‌باشند نسبت به سایر ولسوالی‌های افغانستان به مراتب بالا می‌باشد. در حال حاضر در حدود ۵۹ باب مکتب که شامل دارالمعلمین، مدارس دینی، لیسه‌ها، مکاتب متوسطه و کورس‌های سوادآموزی می‌باشند که در حدود ۳۲۴۹۰ شاگرد که توسط ۹۵۵ معلم تدریس می‌گردند در سرتاسر نجراب فعال می‌باشند که هر سال فارغ التحصیلان جدید به کشور تحفه می‌دهند. حال که صحبت از معارف شد، بد نیست که نظری اجمالی بر تاریخچه معارف در نجراب بیاندازیم:

## تاریخچه معارف در نجراب
نخستین مکتب چهار صنفی در نجراب در سال ۱۳۱۵ هجری خورشیدی توسط حافظ عبدالمجید خان نماینده مردم نجراب در پارلمان به همکاری عبدالاحمد خان پنجشیری که ریس معارف وقت پروان بود و به اثر توجه خاص غلام نبی خان مجددی در جوار زیارت حضرت فرخشاه در دره فرخشاه نجراب تأسیس شد. در ماه جوزای همان سال یک مکتب چهار صنفی دیگر در خارج دره نجراب به نام مکتب خارج دره نجراب نیز تأسیس شد. این مکتب در سال ۱۳۲۴ خورشیدی به شش صنفی ارتقا نمودند و یک تعداد زیادی از شاگردان را فارغ نمودند که بعداً آن‌ها داکتران و پیلوتان و معلمین موفق گردیدند. بعداً این مکتب در سال ۱۳۴۲ شمسی به متوسطه و در سال ۱۳۴۸ به لیسه ارتقا نمود و به نام غازی سلطان محمد خان نجرابی که یکی از رهبران جهاد علیه استعمار انگلیس بود گذاشته شد و بعد از جهاد برعله استعمار سرخ شوروی این مکتب به نام شهید حبیب الرحمن که بنیان‌گذار هسته نهضت اسلامی در کشور بود و از نجراب بودند یاد گردید که تا امروز به همین نام یاد می‌گردد.
قسمی که گفتیم نجراب شکل کف دست با انگشتان آن را دارد که از طرف شرق شامل دره‌های پچغان و افغانیه بوده و به ترتیب به طرف غرب شامل دره پته، دره غوث، دره کلان، دره فرخشاه و در قسمت مدخل تمام دره‌ها خارج دره موقعیت دارد که ذیلاً اسم‌های مکاتب با تعداد دانش اموزان ان بیان می‌گردد.
۱. از طرف شرق از استقامت دره پچغان و افغانیه شروع می‌کنیم: لیسه قاضی عبدالجمیل شهید، لیسه نیک محمد شهید، لیسه محمد ایوب شهید، مدرسه ابوذر غفاری، لیسه نسوان خواجه روشنایی، متوسطه عبدالرشید شهید، متوسطه ذکور محمد اسمعیل، متوسطه ذکریا خیل، متوسطه عبدالقیوم شهید، متوسطه نسوان افغانیه، متوسطه غین پچغان و متوسطه حسین خان خیل که همه آن‌ها جمعاً دارای ۷۹۷۱ دانش آموز که توسط ۲۰۴ آموزگار تدریس می‌گردند می‌باشد. از مکاتب یادشده این مکاتب دارای تعمیر درست می‌باشند: لیسه قاضی عبدالجمیل، مکتب نسوان افغانیه، مدرسه ابوذر غفاری و لیسه‌های خواجه روشنایی و محمد اسمعیل. مکاتب حسین خان‌خیل، عبدالرشید و مکتب نیک محمد شهید دارای تعمیرهای نیمه کاره و مکاتب ذکریا خیل و غین پچغان اصلاً دارای تعمیر نیستند.
۲. مکاتب دره پته: شامل لیسه نصرت‌الله شهید، لیسه دگروال عبدالغفار شهید، لیسه نسوان محمد اسمعیل، مکتب متوسطه ویار، مکتب ابتداییه ویار و مکتب ابتداییه درچی خیل می‌باشند که تا فعلاً در سال ۱۳۸۹ دارای ۴۲۷۴ دانش آموز که توسط ۹۷ آموزگار تدریس می‌گردند. در حال حاضر صرف نسوان محمد اسمعیل ولیسه نصرت‌الله شهید دارای تعمیربود ولیسه دگروال عبدالغفار شهید دارای یک تعمیر خامه بوده وسایر مکاتب در دره پته فاقد تعمیر می‌باشند.
۳. مکاتب مربوط به دره غوث: دره غوث دره وسطی نجراب است و نظر به سایر دره‌ها بزرگتر وپر نفوس تر است و تعداد مکاتب ان نیز زیادتر است که شامل دارالمعلمین، فتح المدارس، لیسه حافظ عبدالمجید، لیسه ضیاالحق شهید، لیسه نسوان دره غوث، متوسطه سارنوال حبیب الرحمن، متوسطه انجنیر عزیز الرحمن، متوسطه انجنیر غلام جیلانی، و مکاتب آغا، ده لاشی، ملاغش، لقمان، لیک لامه، الین و غچولان است که دارای ۶۰۳۰ دانش آموز که توسط ۱۷۹ معلم تدریس می‌گردند. در میان این همه مکتب صرف لیسه حافظ عبدالمجید دارای تعمیر اساسی است و بس.
دره کلان: مکاتب این دره شامل لیسه نسوان بدخشی، لیسه نسوان روضا خیل، متوسطه ۴. عبدالمنان، متوسطه دوست محمد شهید، لیسه نسوان دره کلان، میرزا محمد و عیار خیل علیا است. تعداد دانش اموزان مکاتب دره کلان نجراب به ۳۰۳۵ نفر می‌رسند که توسط ۱۲۲ آموزگار تدریس می‌گردند. لیسه‌های که دارای تعمیر هستند عبارتند از لیسه نسوان بدخشی، نسوان روضا خیل و متوسطه عبدالمنان شهید. مکتب دوست محمد شهید دارای تعمیر نیمه کاره بوده وسایر مکاتب دره کلان فاقد تعمیر هستند.
۵. مکاتب دره فرخشاه شامل: لیسه ذکور فرخشاه، لیسه نسوان فرخشاه و متوسطه عبدالرحمن علیاه فرخشاه است. تعداد دانش اموزان مکاتب دره فرخشاه به ۲۴۶۱ نفر می‌ریند که توسط ۸۲ آموز گار تدریس می‌گردند. از مکاتب موجود صرف لیسه‌های ذکور و اناث فرخشاه
دارای تعمیر بوده وسایر مکاتب فاقد تعمیر می‌باشند.
۶. خارج دره: یکی از مناطق مهم نجراب است که تمام واحدهای ادرای دولت در اینجا موقعیت داشته و وسعت ان نسبت به دره‌ها زیادتر است و مکاتب ان شامل لیسه حبیب الرحمن شهید، لیسه نسوان قلعه غنی، لیسه نسوان یاسین زایی، لیسه نسوان زرشوی، متوسطه عبدالصبور، متوسطه عبدالهادی، متوسطه غازی بیک خیل، قلعه خان، دکرحق شهید، متوسطه گیاوه، ابتداییه کلاوت، ابتداییه دلیار، ابتداییه سابات و سواد حیاتی بوده که تعداد دانش اموزان ان به ۸۷۱۹ نفر می‌رسد که توسط ۲۷۱ آموزگار تدریس می‌گردند. از جمله این مکاتب لیسه‌های انجنیر حبیب الرحمن، لیسه نسوان قلعه غنی، لیسه نسوان زرشوی و متوسطه ذکر حق شهید دارای تعمیر بوده و متابقی مکاتب خارج دره نجراب دارای تعمیر نیستند.

## مشکلات معارف در نجراب
دانش اموزان نجراب بنابر نداشتن تعمیر مشکلات زیادی را متحمل می‌شوند. در فصل بهار هوایی بارانی، در تابستان هوای گرم و آفتاب سوزان و در خزان و زمستان هوای سرد از جمله عواملی هستند که باعث آزار دادن شاگردان می‌گردند. این عوامل تأثیر ناگوار بالای دانش آموزان داشته و باعث آن می‌گردد که دانش آموز دلسرد گردیده و از ادامه تحصیل صرف نظر کند.
مسئله دیگر نداشتن معلمین مسلکی و لیسانس است. اگرچه نجراب دارای دارالمعلمین است که هر سال معلمین ۱۴ پاس فارغ می‌دهد ولی با آن هم سویه تحصیلی این معلمین قناعت بخش نیست.
نبودن لابراتوار، کتابخانه و وسایل مدرن مانند کامپیوتر و اینترنت مشکلات دیگر در راه معارف در نجراب می‌باشد.

## تاریخچه
نجراب حتی در زمانه‌های بسیار پیشین جایی گزین در میان کتاب‌های تاریخ‌نگاران داشته‌است؛ و آن به سببی که این منطقهٔ خوش آب و هوا نه تنها از دیدگاه زیبایی طبیعی ارزشمند است، بلکه به سبب داشتن مردمان شجاع و میهن‌پرست هم جای ویژه‌ای را در میان تاریخ نگاران دارد. در کتاب‌های قدیم تار… یخ که با دریغ از گرد ایام به دور نمانده‌اند، روایت‌ها از دلیری مردم نجراب در برابر اسکندر مقدونی آمده‌است، اما اگر از این روایت‌های پیشین تاریخ بگذریم، «تزک بابری» یا «یادداشتهای ظهیرالدین محمد بابُر» شاه مغولی که به خودش شاه کابل لقب داده بود جای ویژه‌ای در شناخت کابل آن روز و به خصوص نجراب را دارد. قابل دقت است که وقتی بابر از کابل آن روز در یادداشت‌هایش سخن می‌گوید، هدفش از کابلی نیست که ما با ابعاد امروزش می‌شناسیم؛ همان طوری‌که کابل‌شاهان، تنها شاهان کابل امروز نبوده‌اند و آن‌ها در حقیقت بر سرزمین بزرگی فرمانروایی می‌کردند که به کابلستان معروف است و فردوسی هم‌زمانی که به کابل می‌نگریسته‌است، مرامش همان کابلستان بوده‌است.
در کابلستان آن روزگار، نجراب که فاصلهٔ بسیار کمی از شهر کابل دارد، توجه شاهان و فرمانروایان را به سبب زیبایی طبیعی، میوه‌های فراوان و حاصلات پربار زراعتی خود، جلب می‌کرد. قوه جذب نجراب تا زمان امیر حبیب‌الله خان فرزند امیر عبدالرحمان خان، همان‌طور مانند پیش نیرومند بود و امیر حبیب‌الله خان چه در زمانی که شهزاده بود و چه در زمانی که فرمانروای افغانستان شد، هماره به نجراب می‌آمد و به سیر و سیاحت و شکار می‌پرداخت.
باری پنج سده پیش، ظهیرالدین محمد بابُر در یادداشت‌هایش از ۱۴ شهرستان مهم اطراف کابل نام می‌برد که آن‌ها عبارت اند از ننگرهار، علیشنگ، الینگار، مندراو، کنر و نورگل، نجراو (نجراب)، پنجشیر، غوربند، کوهدامن، لوگر، غزنی، زرمت، برمل و بنگش.
شرح مفصلی در مورد کابلستان آن روز به‌طور مثال طرز زندگی مردم، وضع اجتماعی و اقتصادی، طبیعت، سنت معماری، امور کشاورزی، دامداری، باغداری، موسیقی و طرح شهر سازی، در یادداشت‌های بابر آمده‌است. شاید بعضی از تفصیل‌ها و تحلیل‌هایی که وی دارد ممکن باعث واکنش در میان پژوهشگران امروز ما شود، اما اگر از همچو مسایل فراتر رویم و یادداشت‌های بابر را اعتبار دیگری بدهیم، به صراحت می‌توانیم گفت که تا زمان نوشتن با برنامه و حتی بعد از آن نویسنده‌ای را نمی‌توانیم یافت که چنان به تفصیل در مورد شهرهای کابلستان حرف زده باشد. تفسیر زیبای او در ستایش درهٔ استالف که بهشت روی زمین بوده‌است و جاهای دیگری چون سنجد درهٔ قره باغ، لغمان و نجراو (نجراب)، چنان جذاب و در عین حال نزدیک به واقعیت است که انسان را برمی‌انگیزد که ای کاش می‌توانست پنجصد سال پیش، در زمان حیات بابر، در کابلستان زندگی می‌کرد. البته شاعران چندی وجود داشته‌اند که گاهی در قصیده یا غزل به وصف زیبایی کابل پرداخته‌اند، اما به جرأت می‌توان گفت که کسی تا آن روز و بعد از آن شرح جامعی از محلات زیبای کابلستان نداده‌است. او می‌نویسد: «محلات نزدیک کابل هوای گرم و سرد دارند. با یک روز سوار بر اسب می‌شود به جایی رسید که آن سرزمین هیچ وقت برف را ندیده‌است و باز به فاصلهٔ یک ساعت به جای دیگری می‌توان رسید که کوه‌هایش همیشه پر از برف است.» منظور بابر از ذکر این دو محل زیبا، پغمان و ننگرهار بوده‌است. در آن روزگار میوه در کابل و محلات نزدیک به آن وافر بود مثل انگور، توت، انجیر، خرما، زردآلو، بادام، پسته، چهار مغز، انار، سیب، ناک، خربوزه، شفتالو، آلو، سنجد وغیره. اما آنچه بیشتر از دیگر میوه‌ها بابر را مفتون خود ساخته‌است جلغوزهٔ نجراب است که او به تفصیل پیرامون این میوه که در آن روزگار تنها در نجراب پیدا می‌شد، نوشته‌است.
بهتر است آنچه که خود ظهیرالدین محمد بابُر در وصف نجراب نوشته‌است ذکر قول شود. او می‌نویسد: "یک دیگر تومان نجراو است. به طرف شرق شمال کابل در کوهستان واقع شده. عقب او در کوهستان تمام کافرانند و کافرستان طور گوشه ایست انگور و میوهٔ او بسیار. در زمستان مرغ را بسیار پرواز می‌کنند. در کوهستان او ناژو و جلغوزه و چوب بلوت و جنجک بسیار می‌شود. درخت ناژو بلوت و جلغوزه از این پایانتر می‌شود و در نجراو بالا اصلاً نمی‌شود. اینها از درختهای هندوستانند. چراغ تمام مردم کوهستان از چوب جلغوزه‌است. مثل شمع روشن می‌شود و می‌سوزد خیلی غرابت دارد. "
کسی نمی‌تواند از طبیعت سرشار از زیبایی نجراب چشم پوشی کند. اگر طبیعت را چون دستی بینگاریم، پنج درهٔ نجراب می‌تواند پنج انگشت این دست زیبا باشد. بابر به تکرار از زیبایی طبیعی نجراب در کتابش یاد کرده‌است و دره‌ها، کوه‌ها، جویبارها و دریای نجراب را می‌ستاید و به سببی که خود چشم روشنی برای بینش طبیعت داشته‌است، هماره در ترصد بوده تا آنچه از زیبایی در خور ستایش است، از قلمش نیفتد. او نه تنها از عالم زیبای نباتی در نجراب سخن می‌گوید، بلکه عالم حیوانی آن را که شگفتی زاست از چشم دور نداشته‌است. او از وجود حیوانی که به نام روباه پرنده مشهور است از دهان سپاهیانش می‌شنود که این حیوان روباه گون می‌تواند از شاخه‌ای به شاخهٔ دیگر درخت بپرد. ظهیر الدین بعد از شنیدن این داستان می‌خواهد هر طوری‌که شده این حیوان را ببیند و امتحان کند که آیا می‌تواند بپرد یا نه. او می‌نویسد: «و در کوهستان نجراو روبه پران می‌شود. روبه پران یک جانوریست از موشک پران کلانتر. در میان هر دو دست و هر دو ران او پرده ییست در رنگ بال شب‌پره. دایم می‌آوردند می‌گویند که از درختی به درخت نشیب رو به یک گز انداز می‌پرد. من خود پریدن او را ندیده‌ام، اما به درختی گذاشته شد، چسپیده چست برآمد و از آن جا پراینده شد. مثل پرنده بال‌های خود را گشاد، بی‌آزار فرود آمد. در این کوهستان جانور لوحه می‌شود. این جانور را بوقلمو می‌گویند. از سر تا دم او پنج شش رنگ مختلف دارد. مثل گردن کبوتر براقست. کلانی او برابر کبک دری می‌باشد. غالباً کبک دری هندوستان همینست. آن مردم عجب چیزی روایت کردند. در وقتی که زمستان می‌شود، در دامنهٔ کوه‌ها فرود می‌آید، اگر پرانیدند، همین که از باغ بالای انگور گذشت، دیگر اصلاً نمی‌تواند پرید و می‌گیرند. در نجراو یک موش دیگر می‌شده‌است. موش مشکین می‌گویند که بوی مشک ازو می‌آید. آن را من دیده‌ام.»
از یادداشت‌های بابر بر می‌آید که کوهستان‌های نجراب پر از جانوران و پرندگان شگفت شمایل بوده‌اند؛ و جود همین حیوانات و پرندگان بوده‌است که اشخاص مقتدری چون بابر و شاهان دیگر به شمول امیر حبیب‌الله خان را تحریک می‌کرد تا به غرض شکار به این‌جا بیایند. با دریغ که به سبب بی‌توجهی دولت‌مداران از این حیوانات و پرندگان شگفت شمایل دیگر خبری نیست و حتی آن پلنگ معروف نجراب که تا سی سال پیش، در زمستان‌ها از کوه‌ها به روستاهای نجراب می‌آمد و ترس در دل روستاییان ایجاد می‌کرد، از کوه‌های نجراب کوچیده‌است یا به دست مردمانی که اهمیت این گونه حیوانات را در زیبایی طبیعی منطقه درک نمی‌کنند، نابود شده‌است (نوشته داکتر سخاورز)

## پیوند داخلی
- ولایت کاپیسا
- ولسوالی تگاب
- محمود راقی